# Rama
 Ovo je glavno značenje pojma Rama. Za druga značenja pogledajte Rama (razdvojba).
Rijeka Rama, nalazi se u općini Prozor-Rama u sjevernoj Hercegovini. Izvire u selu Varvara i desna je pritoka rijeke Neretve, te pripada Jadranskom slijevu. Cijela rijeka je potopljena umjetnim Ramskim jezerom (u gornjem toku) i Jablaničkim jezerom (u donjem toku). Godine 1968. napravljeno je Ramsko jezero, koje je potopilo dobar dio rijeke. Rama teče prema jugoistoku i na tom putu prima pritoke: Baden, Crimu, Dušicu, Gračanicu i Volujak. Izgradnja Ramskog jezera skratila je gornji tok Rame, dok je donji tok značajno skratilo Jablaničko jezero. Nekad su se u Ramu ulijevali i Tršćanski potok i Klekovica, dok danas nisu. Rama je jako skraćena izgradnjom jezera, a prije je imala 33 km dug riječni tok.
Kroz Ramsku kotlinu tekla je širokim plitkim koritom s malim padom, a nakon 10 km ulazila je u uski kanjon s visokim padom. 
Devet kilometara prije svog ušca ulazi u hidroakumulaciju Jablaničkog jezera. Visinski pad od izvora do ušca iznosi 376 metara. Korito rijeke Rame je pjeskovito. Izgradnjom brane 1968. godine, dolina Rame je ujezerena do sela Mluša.
Od brane do Marine pećine u duzini od 9 km, dokle dopire voda Jablaničkog jezera, šljunkovitim koritom Rame i danas teče voda.
Temperatura vode rijeke Rame je od 4,5 °C u zimskom razdoblju do 13,9 °C tijekom mjeseca svibnja, s visokom koncentracijom kisika što je od posebnog značaja za život potočne pastrmke. Prema svim fizikalno-kemijskim pokazateljima, voda rijeke Rame je tipična salmonidna voda.
U srednjem vijeku područje Rame bilo je jako značajno. Rama je jedna od značajnijih pritoka Neretve. U nju se ulijeva nekoliko kilometara prije Jablanice.
U središtu Rame, u masivu sredogorja Krstaca, nalaze se ostatci trijaskog polifaznog submarinskog vulkana Tethysa.

## Vanjske poveznice
|  | Zajednički poslužitelj ima još gradiva o temi Rama |